# Strzelectwo na Olimpiadzie Letniej 1906 – trap, runda pojedyncza, 16 m
Trap, runda pojedyncza, 16 m było jedną z konkurencji strzeleckich rozgrywanych podczas Olimpiady Letniej 1906 w Atenach. Zawody odbyły się 26 kwietnia na strzelnicy w Kallithei, miejscowości położonej niedaleko Aten.
Startowało tylko 12 strzelców z czterech krajów. Zawodnicy mieli do zestrzelenia 30 rzutek wypuszczanych z 16 metrów przez cztery maszyny. Na mniejszą wysokość 15 rzutek wystrzeliwały dwie maszyny, natomiast pozostałe 15 wypuszczały również dwie maszyny, tyle że na nieco większą wysokość. Każda rzutka leciała pojedynczo. Maksymalna liczba punktów do zdobycia – 30. W przypadku takich samych wyników (na miejscach medalowych) o pozycji decydowała dogrywka.

## Wyniki
| Miejsce       | Zawodnik                | Wynik | Dogrywka |
| ------------- | ----------------------- | ----- | -------- |
| 1             | Gerald Merlin           | 24    | 4        |
| 2             | Joanis Peridis          | 24    | 3        |
| 3             | Sidney Merlin           | 23    |          |
| 4             | Maurice Faure           | 22    |          |
| 5             | Konstandinos Tanopulos  | 16    |          |
| 6             | Joanis Drosopulos       | 14    |          |
| 7             | Sándor Török de Szendrő | 12    |          |
| 8             | Dimitrios Petropulos    | 7     |          |
| Nie ukończyli | Anastasios Metaksas     |       |          |
| Nie ukończyli | Raoul de Boigne         |       |          |
| Nie ukończyli | Wasilios Stais          |       |          |
| Nie ukończyli | Jean Fouconnier         |       |          |